# Utopia (Texas)
Utopia is een plaats (census-designated place) in de Amerikaanse staat Texas, en valt bestuurlijk gezien onder Uvalde County.

## Demografie
Bij de volkstelling in 2000 werd het aantal inwoners vastgesteld op 241.

## Geografie
Volgens het United States Census Bureau beslaat de plaats een oppervlakte van
7,6 km², geheel bestaande uit land. Utopia ligt op ongeveer 409 m boven zeeniveau.

## Plaatsen in de nabije omgeving
De onderstaande figuur toont nabijgelegen plaatsen in een straal van 48 km rond Utopia.